# ロンディエン県
ロンディエン県（ロンディエンけん、ベトナム語：Huyện Long Điền / 縣隆田?）は、ベトナム社会主義共和国バリア＝ヴンタウ省の県である。面積は77km²、人口は140,485人（2014年）である。
2025年1月1日、ダットドー県と合併してロンダット県となった。

## 行政区画
以下の2市鎮5社を管轄する。
- ロンディエン市鎮（Long Điền / 隆田）
- ロンハイ市鎮（Long Hải / 隆海）
- アンガイ社（An Ngãi / 安義）
- アンニュット社（An Nhứt / 安一）
- フオックフン社（Phước Hưng / 福興）
- フオックティン社（Phước Tỉnh / 福靜）
- タムフオック社（Tam Phước / 三福）